# Eutimia
La eutimia (del griego: eu, bueno, y timos, ánimo) es un estado de ánimo normal, tranquilo. Comúnmente se utiliza en psiquiatría para definir a la fase de normalidad situada entre episodios de manía o depresión en pacientes con trastorno depresivo, trastorno bipolar o de cualquier otro tipo de trastorno. Durante esta fase, los pacientes no presentan síntomas y su duración depende de «la eficacia del tratamiento farmacológico y la psicoeducación».
Ya en la Antigüedad, filósofos como Séneca y Plutarco aludieron a una obra que Demócrito habría dedicado al estudio de la euthymia, entendida como «buena disposición del alma» o «buen humor» y, en general, alegría. Dicho estado es concebido como equilibrio o tranquilidad del alma, y pueden acceder a él quienes saben adaptar sus acciones a lo que son capaces de hacer. Por tanto, se concibe tal alegría como conocimiento de sí mismo, y su logro es posible a través de la acción sobre uno mismo. Según dicha tradición, la eutimia como bien interior tendría su sede en el alma y su obtención estriba en un buen uso de la razón. De su posesión dependería la posibilidad de realizar obras buenas y justas. Dicha concepción recuerda a los postulados socráticos de la justicia como bien propio del alma y dependiente de la recta razón, popularizados más tarde en la tradición filosófica occidental.